# Vever
Vever (cyr. Вевер) – wieś w Serbii, w okręgu raskim, w mieście Novi Pazar. W 2011 roku liczyła 9 mieszkańców.